# Annerveensche Mond
Annerveensche Mond of Annerkanaal is een afwateringskanaal van een lengte van 3.94 kilometer in de Nederlandse provincie Drenthe. Het stroomt van het Grevelingskanaal tot aan de Hunze, waar het doodloopt. Aan de andere kant van de Hunze loopt het het water nog als kleiner water door in de richting van Annen, waar het verbonden wordt met de wateren Leiding 2 en 3.
Het kanaal kent diens oorsprong in een veenbeek die gebruikt werd bij de ontginningen die in de 18e eeuw waren begonnen. In de loop van de 19e eeuw werd de veenbeek omgezet naar een kanaal. Het kanaal werd uiteindelijk doorgetrokken naar Annen. Daar kreeg het dorp een eigen haven. Eind 19e eeuw en begin 20ste eeuw was er sprake van scheepvaart over het kanaal, dat in verbinding stond met het Grevelingskanaal in Annerveenschekanaal. Het betrof dan wel een bescheidde scheepvaart. Het kan ook wel beschouwd worden als zijtak van Grevelingskanaal.
Het water van de Annerveense Mond ligt hoger dan het water van het Hunze. Omdat de waters elkaar kruiste lag er op de kruising een aquaduct. Het water van de Hunze werd op die manier onder de Annerveensche Mond geleid. In eerste deel van de tweede helft van de twintigste eeuw werden de waterwegen in het gebied aangepast, de loop van het kanaal werd aangepast. Aan de kant van Annen werd het kanaal deels gedempt en deels versmald. De haven van Annen was dan al ijsbaan geworden en herinnert de Havenstraat aldaar nog aan de haven die er ooit lag. Het aquaduct verdween ook en werd aan de oostkant vervangen door een afwateringssysteem.
Het oostelijke deel van het kanaal heeft diens breedte behouden, waardoor het ook als een brede sloot kan worden beschouwd. Het stroom door Annerveenschekanaal en Nieuw-Annerveen.